# Brugmansia arborea
Lo stramonio arboreo (Brugmansia arborea (L.) Steud.) è una pianta arborescente appartenente alla famiglia delle Solanacee.
Le foglie di questa specie contengono un'elevata concentrazione di alcaloidi tra cui scopolamina, sostanza tossica.

## Descrizione
Possiede un fusto irregolare di colore marrone-brunastro che è in grado di superare i 5 m di altezza, assume tonalità di colore sempre più verdi mano a mano che ci si avvicina ai rami.
 Le foglie sono relativamente molto grandi e numerose, a volte pelose, e presentano una forma decisamente ovata che nell'apice assume un contorno più lanceolato. I fiori sono penduli, di colore bianco tendente al giallo chiaro e hanno dimensioni variabili che si aggirano intorno ai 20–30 cm di lunghezza.
Una bacca spugnosa costituisce il frutto dello stramonio arboreo e contiene numerosi semi.

## Distribuzione e habitat
Lo stramonio arboreo era originariamente diffuso in Ecuador, Perú, Bolivia occidentale e Cile settentrionale. Non risulta più presente allo stato naturale, ma viene coltivato in molte aree tropicali o anche temperate, purché riparata dal gelo durante l'inverno. In alcuni paesi (Bermuda, Colombia, Messico, Romania) la specie si è naturalizzata.

## Conservazione
La Lista rossa IUCN classifica Brugmansia arborea come specie estinta in natura (Extint in the Wild).

## Usi

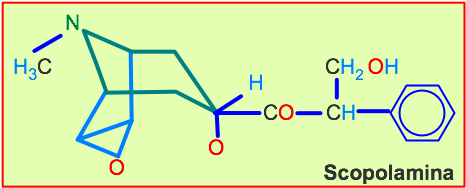
Scopolamina

Questa specie è utilizzata da tribù e popolazioni indigene come veleno per la caccia. Inoltre è usata per ottenere scopolamina e per la preparazione di compresse antidolorifiche.